# کادوولا (استان غربی)
کادوولا (به لاتین: Kaduwela) یک منطقهٔ مسکونی در سری‌لانکا است که در کلمبو واقع شده‌است. کادوولا ۸۷٫۷ کیلومتر مربع مساحت و ۲۴۴٬۶۷۹ نفر جمعیت دارد.